# Cheilosia brachysoma
Cheilosia brachysoma är en tvåvingeart som beskrevs av Egger 1860. Cheilosia brachysoma ingår i släktet örtblomflugor, och familjen blomflugor.
Artens utbredningsområde är Österrike. Inga underarter finns listade i Catalogue of Life.